# Alan Harris
Alan Harris (Enfield, 28 maggio 1938 – Inghilterra, 25 gennaio 2020) è stato un attore britannico. È noto per il suo ruolo di Bossk ne L'Impero colpisce ancora.

## Biografia
Nato a Enfield nel 1938, iniziò la sua carriera d'attore con il film Guerre stellari interpretando un generale e un meccanico ribelle. Prese parte anche al sequel interpretando una guardia di Bespin e il ruolo per cui è più famoso, ovvero il cacciatore di taglie Bossk. Inoltre, fece da modello per creare Ian Solo ibernato nella grafite.
L'attore ritornò ne Il ritorno dello Jedi dove interpretò ancora una volta il cacciatore di taglie trandoshano e fece da controfigura (insieme a Chris Parsons) ad Anthony Daniels.
Harris è stato uno dei pochi che hanno recitato in ognuno dei tre film della trilogia originale. Nel primo e nel terzo si è calato nel ruolo di uno Stormtrooper. Prese parte anche ad alcune convention sul franchise, rivelando alcuni fatti accaduti sul set.
Come comunicato dalla sua agenzia, Harris è morto a causa di un cancro ai polmoni, da cui era stato colpito nel 2018, il 25 gennaio 2020.
(Stern, 2 febbraio 2020)

## Filmografia
- Operazione Crossbow (Operation Crossbow), regia di Michael Anderson (1965)
- Arancia meccanica (A Clockwork Orange), regia di Stanley Kubrick (1971)
- Spazio 1999 (Space: 1999) - serie TV, episodio 2x22 (1977)
- Guerre stellari (Star Wars), regia di George Lucas (1977)
- Holocaust 2000, regia di Alberto De Martino (1977)
- Superman, regia di Richard Donner (1978)
- L'Impero colpisce ancora (The Empire Strikes Back), regia di Irvin Kershner (1980)
- Shining (The Shining), regia di Stanley Kubrick (1980)
- Taglio di diamanti (Rough Cut), regia di Don Siegel (1980)
- Flash Gordon, regia di Mike Hodges (1980)
- Un lupo mannaro americano a Londra (An American Werewolf in London), regia di John Landis (1981)
- Il ritorno dello Jedi (Return of the Jedi), regia di Richard Marquand (1983)
- Hellraiser, regia di Clive Barker (1987)
- Chi ha incastrato Roger Rabbit (Who Framed Roger Rabbit), regia di Robert Zemeckis (1988)